# McKinley Park
McKinley Park is een plaats (census-designated place) in de Amerikaanse staat Alaska, en valt bestuurlijk gezien onder Denali Borough.

## Demografie
Bij de volkstelling in 2000 werd het aantal inwoners vastgesteld op 142.

## Geografie
Volgens het United States Census Bureau beslaat de plaats een oppervlakte van
452,8 km², waarvan 452,2 km² land en 0,6 km² water.

## Plaatsen in de nabije omgeving
De onderstaande figuur toont nabijgelegen plaatsen in een straal van 104 km rond McKinley Park.